# روز مادر (رواية)
روز مادر هي رواية رعب/فانتازيا للكاتب الأمريكي ستيفن كينغ، نُشرت في عام 1995. تتناول آثار العنف الأسري (الذي تطرق إليه كينغ من قبل في رواياته، إت والأرق ودولوريس كليبورن وأشياء ضرورية وغيرها الكثير) ويعتمد عنصرها العجائبي -على غير العادة بالنسبة لرواية لكينغ- على الميثولوجيا الإغريقية. في مذكراته، عن الكتابة، يقول كينغ إن روز مادر والأرق هما «روايتان صعبتان، وتتطلّبان جهدًا».

## ملخص الحبكة
في عام 1985، تتعرّض روز دانيال -وهي حامل في شهرها الرابع- للضرب من قبل زوجها نورمان، ما يتسبب في إجهاضها. تفكّر روز في ترك نورمان لكنها ترفض الفكرة: يعمل نورمان شرطيًا، وهو يجيد العثور على الناس. يتصف نورمان أيضًا بمزاج عنيف ويُتهم حديثًا بالاعتداء على امرأة سوداء تدعى ويندي يارو واغتصابها. تجعله الدعوى القضائية والتحقيقات الداخلية اللاحقة أكثر تقلبًا.
بعد تسع سنوات، بينما ترتّب روز السرير، ترى على الملاءة قطرة دم سالت من أنفها في الليلة السابقة، حين لكمها نورمان على وجهها لأنها سكبت الشاي المثلّج عليه. تدرك روز أنها عانت الكثير من سوء معاملة نورمان لمدة أربعة عشر عامًا من دون أن تفعل شيئًا حيال ذلك وأنه إذا استمرت في التحمّل فسوف يقتلها في النهاية. تغادر روز على متن حافلة وبحوزتها بطاقتهما المصرفية. حالما يدرك نورمان أن روز قد رحلت، يقرر مطاردتها وقتلها.
تصل روز إلى مدينة واقعة في منطقة الغرب الأوسط الأمريكي، مشوّشة وخائفة. في محطة الحافلات، تقابل رجلًا يدعى بيتر سلويك، فيرشدها إلى مأوى محلي للنساء. على الفور تكوّن روز العديد من الصداقات، وتحصل على شقة ووظيفة كمدبرة في فندق بمساعدة مديرة المأوى آنا ستيفنسون. بينما تحاول روز رهن خاتم خطوبتها، تعجبها لوحة لامرأة ترتدي ثوبًا أحمرَ قرمزيًا، فتقايض بخاتمها لوحة لا يوجد عليها توقيع. يطلب بيل ستاينر، صاحب محل الرهن، مواعدتها. تقع روز في حبه، لكنها تخشى أن تبدأ علاقة جديدة.
تكتشف روز أن اللوحة تتغير من وقت لآخر. في النهاية هي قادرة على السفر من خلالها. على الجانب الآخر، تقابل امرأة تدعى دوركاس، تشبه ويندي يارو. ترى أيضًا المرأة في اللوحة، التي تسميها «روز مادر» بسبب ثوبها والجنون الواضح. تطلب روز مادر من روز أن تنقذ طفلتها من متاهة تحت الأرض يسكنها ثور أعمى بعين واحدة يدعى إرينيز يحدد اتجاهه بحاسه الشمّ.
تقود دوركاس روز إلى أطراف أراضي المعبد. لا تستطيع دوركاس دخول المتاهة، لأنها مصابة بنفس المرض الغامض الذي تعاني منه سيدتها، وبالتالي سيتمكن إيرينيز من شمها. قبل أن تبتعد روز عن دوركاس، تُجبَر على خلع ما تلبسه وتمزيق ثوبها النوم إلى عدة شرائط. أحدها منقوعة في دم دوركاس ومربوطة حول صخرة. تدخل روز المعبد، حيث تنجح في إنقاذ الطفلة، والهروب من إرينيز، وإعادة الطفلة إلى روز مادر التي تعد بمكافأتها. تعود روز إلى عالمها ويشغل الحادث الغريب بالها.
يصل نورمان إلى المدينة، ويهاجم بعض صديقات روز من المأوى، ثم يذهب إلى شقة روز. يقتل نورمان أحد رجال الشرطة المكلّفين بحمايتها، ويتظاهر بأنه واحد منهم في سيارة الدورية، ويرى روز وبيل عائدين من مركز الشرطة. يقوم نورمان بمهاجمتهما، ويخنق بيل تقريبًا، لكن روز تقدر على مقاومته لأنها تعتقد أنها ترتدي حلقة الذراع الذهبية التي أعطتها روز مادر لها. بعد إصابة نورمان، تحمل روز بيل إلى الشقة، حيث ترى الحلقة على طاولتها وتدرك أنها كانت تقاتل نورمان بمفردها طوال الوقت.
تحتال روز على نورمان ليتبعها إلى داخل اللوحة، ثم تقوده إلى روز مادر التي تقتله. تعود روز إلى عالمها مع تعليمات من روز مادر «لتتذكّر الشجرة». تتزوج في النهاية من بيل وتنجب طفلة، لكنها تكتشف أن الغضب العنيف الذي تميز به كل من نورمان وروز مادر بدأ يظهر في داخلها. تتذكر أن روز مادر سمحت لها بأخذ بعض البذور إلى المنزل، والتي تزرعها مع خاتم نورمان لأكاديمية الشرطة في بستان سري بجوار بحيرتها المفضلة. تنمو البذرة وتتحول إلى شجرة جميلة لكن مميتة. تزور روز الشجرة بشكل دوري أثناء نموها، وهي قادرة على التنفيس عن غضبها ومواصلة حياتها.